# Cerapachys longitarsus
Cerapachys longitarsus é uma espécie de formiga do gênero Cerapachys.